# Сеццу (Осака)
Се́ццу (яп. 摂津市, せっつし, МФА: [set̚.t͡su ɕi̥]?) — місто в Японії, в префектурі Осака.     Отримало статус міста 1966 року. Площа становить 14,88 км². Станом на 1 липня 2012 року населення складало 84 613  осіб, густота населення — 5690 осіб/км².     

## Демографія
Згідно з даними перепису населення Японії, населення Сеццу активно збільшувалося протягом 70-х років. Станом на 1 жовтня 2020 року населення складало 87 456 осіб, з яких чоловіків — 43 166 осіб, жінок — 44 290 осіб. Густота населення — 5881 осіб/км².

## Історія
Сеццу отримало статус міста 1 листопада 1966 року. Воно утворилося на базі міста Міші́ма (яп. 三島市, みしまし, МФА: [mʲiɕima ɕi̥]), що було засноване і перейменоване того ж числа.